# Спиру, Крис
Крис Спи́ру (англ. Chris Spirou, имя при рождении — Хри́стос Спи́ру (греч. Χρήστος Σπύρου); род. 14 сентября 1942, дер. Порти, Кардица, Фессалия, Греция) — американский политик-демократ, член Палаты представителей Нью-Гэмпшира, лидер фракции меньшинства в Палате представителей Нью-Гэмпшира, кандидат в губернаторы Нью-Гэмпшира от Демократической партии (1984), председатель отделения Демократической партии в Нью-Гэмпшире. Участвовал в более чем 30 выборах, проиграв лишь в 1984 году. На протяжении многих лет поддерживает тесные дружеские связи с Биллом Клинтоном и Хиллари Клинтон, в предвыборных президентских кампаниях которых принимал активное участие, обеспечивая обоим поддержку со стороны электората в Нью-Гэмпшире. Заложил основу для подписания Дейтонского соглашения.
Спиру — первый родившийся в Греции американец греческого происхождения, занявший высокий политический пост (первым греко-американским конгрессменом был Лукас Милтиадис Миллер). Принимая участие в ряде международных политических, академических и деловых инициатив, он является одним из самых влиятельных и активных деятелей греческой диаспоры, в частности одним из ведущих в мире борцов за освобождение Собора Святой Софии в Стамбуле (Турция) и возвращение ему статуса православного храма, при этом возглавляя Совет по освобождению Собора Святой Софии и Международный приход Собора Святой Софии. Является CEO и президентом Греко-американского союза (с 1994 года), а также соучредителем и почётным президентом Греко-американского университета.
Иногда называется классическим примером человека, реализовавшего американскую мечту.

## Биография

### Ранние годы и семья
Родился в горной деревне Порти (Греция) в семье греков родом из Эпира. Будучи ребёнком, пас овец своего деда пастуха Танасиса Спиру. В эти годы Греция переживала тяжёлый период после Второй мировой войны, за чем практически сразу последовала гражданская война, что в целом сопровождалось нищетой, разрухой и голодом, о чём вспоминает сам Спиру, а также об учебных занятиях, проходивших в небольшой церкви на открытом воздухе. Впоследствии в доме своего отца в Порти Спиру построил часовню, куда вместе с родственниками приезжал, чтобы почтить память родителей.
Дед Христоса по отцовской линии, Танасис Спиру, приходился двоюродным братом архиепископу Американскому и патриарху Константинопольскому Афинагору (в миру Аристоклис Спиру).
В 1910 году Танасис Спиру иммигрировал в Нью-Йорк (США), забрав с собой троих детей. Его жена Элени с остальными четырьмя детьми и беременная пятым ребёнком Костасом (отцом Христоса) осталась в Порти. Вскоре Танасис вернулся в Грецию, где в течение шести лет участвовал в боях за Македонию, Малую Азию и другие находившиеся под туркократией территории. Трое детей Танасиса остались в США с его братом. После войны вернулся в Порти. На тот момент Костасу было семь лет. Взяв троих детей, вновь уехал в США.
Мать Христоса родилась в 1917 году в Манчестере (Нью-Гэмпшир, США). В 1919 году бабка Христоса вместе со своими детьми, в том числе матерью Христоса, приехала в Порти. Его дед, в честь которого он получил своё имя, остался в Детройте (Мичиган), где и умер, больше никогда не увидев свою семью, так как после изменений в законодательстве США его супруга не смогла вернуться обратно.
В 1938 году поженились родители Христоса. Когда в конце августа 1940 года премьер-министр Греции Иоаннис Метаксас объявил мобилизацию, Костас Спиру в составе своего батальона, в котором был и его свояк, пешком отправился на албанский фронт. В боях он был серьёзно ранен, а его свояк убит. После шести месяцев пребывания в больнице в Янине, в 1940 году Костас вернулся в Порти, где через два года родился Христос.
В 1954 году мать Христоса забрала старшего сына Танасиса в Соединённые Штаты. Так как Танасис родился после 1940 года, согласно законам США он смог получить гражданство этой страны.
В 1955 году в США уехал отец Христоса. Последнего по причине нехватки финансовых средств временно оставили в Греции присматривать за младшими братом Стелиосом и сестрой Фредерики, а также бабушкой.
В 1956 году в возрасте 13 лет Христос из порта Пирея (Аттика) на пароходе «Олимпия» самостоятельно отплыл в США. Это был первый раз, когда он увидел море.
Прибыв в Нью-Йорк спустя 12 дней, Христос, имевший с собой записку от отца с надписью на английском языке «Manchester, NH» (Манчестер, Нью-Гэмпшир), по ошибке прочитал аббревиатуру «ΝΗ» как «Нью-Йорк» (греч. Νέα Υόρκη). Работники порта сообщили ему, что направления «Манчестер, Нью-Йорк» не существует. В итоге через какое-то время за ним приехал дядя Эфтимиос, брат его отца.
Из Нью-Йорка через три дня Христос отправился в Манчестер (Нью-Гэмпшир), где проживала его семья.
В 1955—1956 годах Спиру участвовал в митингах против действий британских властей на Кипре, когда через четыре дня после Пасхи были повешены члены ЭОКА Михалакис Караолис и Андреас Димитриу.
В сентябре 1956 года Христос получил разрешение на работу от министерства труда США, так как ему исполнилось 14 лет. По утрам посещал школу для отставших в учёбе детей, так как не владел английским языком, после чего отправлялся в ресторан, где мыл посуду, а по субботам работал чистильщиком обуви в мастерской напротив (оба заведения принадлежали американским грекам).
В 1957 году, вместо того, чтобы продолжить учёбу в школе, вынужден был перейти на полный рабочий день, чтобы помочь родителям заработать средства на то, чтобы перевезти из Греции продолжавших жить там бабушку, брата и сестру.
В 1958 году начал работать на обувной фабрике, где спустя год стал участвовать в деятельности профсоюза и был избран представителем интересов трудящихся, организуя забастовки в связи с неоплатой труда владельцем фабрики.
В 1960 году из Греции прибыли бабушка, брат и сестра Христоса. Впоследствии брат Христоса, Стелиос Спиру, стал известным баскетбольным тренером. Вместе они открыли небольшой ресторан.
Отец Криса занимался бизнесом, управлял кафе, где по вечерам работал его сын, а рано утром отправлялся на обувную фабрику (там же работал его брат).

### Карьера
В 1961 году начал свою политическую карьеру и записался в члены Демократической партии.
В то время 20-летний Спиру продолжал работать на обувной фабрике до тех пор, пока от переутомления не попал в больницу, выйдя из которой с решением более не возвращаться к прежней работе, отправился в министерство с целью получить возможность окончить школу, и уже спустя шесть месяцев получил аттестат.
Добившись возможности продолжить учёбу, Спиру в итоге окончил Колледж Святого Ансельма с учёной степенью в области политологии и получил степень магистра в области политической стратегии в Колледже Годдарда.
В 1969 году президент США Ричард Никсон назначил Спиру членом совета директоров Национального центра добровольческой деятельности. Спиру был одним из двух демократов, назначенных Никсоном.
В 1970 году выступал против продолжения Вьетнамской войны, в связи с чем, а также по причине принадлежности к демократам, перестал участвовать в деятельности правительства Никсона. Весной этого же года вместе со своим коллегой Биллом, также противником войны, решил принять участие в политических выборах. Так как на тот момент Спиру ещё не исполнилось 30 лет, он не имел право баллотироваться. Никто не верил, что грек может одержать победу в штате Нью-Гэмпшир, населённом преимущественно ирландоамериканцами, тем более будучи членом Демократической партии, когда электорат Нью-Гэмпшира являлся достаточно консервативно настроенным. Однако в итоге молодые люди приняли участие в выборах и победили.
В 1970 году избран в Палату представителей Нью-Гэмпшира.
В 1974—1984 годах — лидер фракции меньшинства в Палате представителей Нью-Гэмпшира.
В 1975 году Спиру впервые встретился с посетившим Нью-Гэмпшир губернатором Джорджии Джимми Картером. Последний планировал принять участие президентских выборах 1976 года. Спиру оказал поддержку Картеру, хотя большинство его коллег скептически относились к тому, что демократ будет избран. С момента победы Картера, он и Спиру стали друзьями.
В 1984 году баллотировался в губернаторы Нью-Гэмпшира от Демократической партии, однако значительно уступил действовавшему главе штата республиканцу Джону Сунуну (66,8 % против 33,1 %). И хотя Спиру проиграл выборы, тем не менее он стал первым греком (если не считать Лукаса Милтиадиса Миллера), родившимся в Греции, который достиг такого высокого политического статуса в Соединённых Штатах (Спиро Агню, Майкл Дукакис, Джон Брадимас, Пол Цонгас, Гас Ятрон, Олимпия Сноу, Пол Сарбейнз и многие другие высокопоставленные американские греки родились в США).
В 1989 году избран председателем отделения Демократической партии в Нью-Гэмпшире.
В 1991 году Нью-Гэмпшир посетил губернатор Арканзаса Билл Клинтон. С этого момента начинается многолетнее сотрудничество и дружба Спиру с семьёй Клинтонов. Клинтон, планировавший принять участие в президентских выборах 1992 года, хотел заручиться поддержкой Спиру. Однако его победа считалась маловероятной, так как на тот момент Джордж Буш-старший имел высокий процент поддержки и никто не мог поверить, что он проиграет на предстоящих выборах. В итоге победу одержал Клинтон.
В 1992 году — председатель выборщиков, голосовавших за кандидата в президенты США Билла Клинтона. Спиру был председателем избирательной кампании Клинтона в Нью-Гэмпшире, где кандидаты в президенты США от Демократической партии не одерживали победу с 1948 года.
В 1993 году Спиру привёз в Грецию группу специалистов по политической стратегии для содействия избранию на пост премьер-министра Греции Андреаса Папандреу, члена партии ПАСОК, который обратился к нему с соответствующей просьбой. В итоге Папандреу одержал победу на выборах.
В 1994 году Спиру впервые отправляется в Грецию с целью ознакомления с происходящими там событиями. После поездки в Игуменицу (Теспротия, Эпир), где он встретил голодающих детей, оставшихся сиротами в результате Боснийской войны, Спиру стал инициатором взаимодействия между правительствами Сербии и США, что заложило основу для мирных переговоров и привело в итоге к согласованию в 1995 году Дейтонского соглашения в штате Огайо. Президент Сербии Слободан Милошевич, которого Спиру посетил весной 1994 года, назначил его политическим советником и членом югославской миссии. Позднее в 1994 году он был избран президентом Греко-американского союза в Афинах (Греция).
В 2000 году являлся членом Коллегии выборщиков и отдал свой голос за кандидата в президенты США Эла Гора.
В 2008 году оказывал поддержку Хиллари Клинтон, принимавшей участие в праймериз Демократической партии и планировавшей баллотироваться в президенты США, однако уступившей Бараку Обаме. Тогда 98 % американских греков Нью-Гэмпшира отдали свои голоса за Клинтон.
В 2012 году Спиру написал письмо в адрес кандидата в президенты США Митта Ромни, в котором призвал политика прекратить критиковать Грецию и её народ в целях продвижения своей избирательной кампании.
В 2013 году создал и возглавил комитет «In 2016 Run Hillary Run» для оказания поддержки Хиллари Клинтон, намеревавшейся принять участие в президентских выборах 2016 года.
Является соучредителем, первым президентом (2004—2012), почётным президентом и членом попечительского совета Греко-американского университета (Манчестер, Нью-Гэмпшир), а также президентом и председателем совета директоров Греко-американского союза (HAU), представляющего собой двусторонний образовательный и культурный центр (Афины, Греция).
Часто посещает Грецию, где принимает участие в различных мероприятиях, в том числе организуемых Греко-американским союзом.
Читал лекции во многих университетах, включая Гарвардский университет и Дартмутский колледж, а также в качестве адъюнкт-профессора преподавал в Колледже Нью-Гэмпшира (сегодня — Университет Южного Нью-Гэмпшира).

## Греческий лоббизм

### Освобождение Собора Святой Софии в Константинополе
На протяжении многих лет Крис Спиру является одним из ведущих в мире лоббистов по возвращению Музею Айя-Софья в Стамбуле (Турция) статуса православного собора.
В 2005 году в США была учреждена некоммерческая религиозная организация «Международный приход Собора Святой Софии» (англ. International Congregation of Agia Sophia, сокр. ICAS), президентом которой со дня её основания является Спиру. ICAS также функционирует на территории Европы, имея отделения в Греции (Афины и Салоники) и Люксембурге. Является также основателем и президентом международного движения «Совет по освобождению Собора Святой Софии» (англ. Free Agia Sophia Council, сокр. FASC)
16 сентября 2009 года Спиру направил письмо премьер-министру Турции Реджепу Тайипу Эрдогану, в котором информировал последнего о том, что 17 сентября 2010 года, в день святых мучениц Веры, Надежды, Любови и матери их Софии, делегация ICAS посетит Стамбул с целью совершения Божественной литургии в соборе. Эта инициатива была запущена, в частности, в связи с избранием Стамбула культурной столицей Европы. В конечном итоге, однако, мероприятие было отменено, о чём Спиру сообщил турецкому информационному агентству «Anadolu», пояснив, что он получил письмо от официальных лиц Турции, в котором его деятельность была охарактеризована как «провокационная», а сам документ был «почти эквивалентен запрету на въезд в Турцию», и, таким образом, поездку в Стамбул пришлось отменить. Турецкая газета «Hürriyet» сообщила о том, что советник Спиру Афанасиос Баколас заявил, что это письмо написал посол Турции в Афинах Хасан Гёгюш. Ранее Спиру, выступавший в передаче на турецком телеканале NTV, отвечая на вопрос ведущего о том, что бы он предпринял в случае его задержания полицией, сказал, что обратился бы в Европейский суд по правам человека и потребовал объяснить, почему получил иное обращение, нежели папа римский Бенедикт XVI, который в ноябре 2006 года присутствовал на литургии в храме Святого Георгия в Фанаре, посетив Стамбул по приглашению Константинопольского патриарха Варфоломея I.
10 апреля 2017 года Спиру направил письмо президенту Турции Реджепу Тайипу Эрдогану, в котором на более раннее заявление турецкого лидера о том, что 14 апреля, в Великую пятницу, он намерен совершить намаз в Соборе Святой Софии, выразил поддержку этой инициативе главы Турции. При этом Спиру пояснил, что собор является не музеем, а христианской церковью, и практикующие мусульмане могут молиться в христианских храмах, что и имеет место быть на протяжении истории. Кроме того, Спиру напомнил Эрдогану о визите в 1967 году папы римского Павла VI в Стамбул, когда он посетил Собор Святой Софии и совершил в нём молитву, при этом не обращая внимания на табличку «Музей Айя-Софья». По словам Спиру, именно так следует поступить и Эрдогану, когда он 14 апреля войдёт в храм для совершения намаза. В конце письма Спиру выразил надежду на то, что по завершении молитвы Эрдоган будет успешен в своём президентстве, а предстоящий 16 апреля конституционный референдум в Турции завершится с благоприятным для страны результатом, при этом заверив Эрдогана в том, что, когда Собору Святой Софии будет возвращён статус православного храма и символа православной веры, его пригласят для совместной молитвы в соборе. 24 апреля Спиру направил в адрес президента Турции очередное письмо, в котором поздравил его с тем, что он не стал совершать намаз в соборе 14 апреля, о чём обещал публично, а также выразил желание лично встретиться с Эрдоганом с целью обсудить правовую процедуру возвращения Святой Софии статуса действующей христианской церкви, каковой она являлась до завоевания Константинополя 29 мая 1453 года. 25 мая стало известно о том, что Международный приход Собора Святой Софии намерен до начала сентября направить в адрес правительства Турции запрос о возобновлении функционирования Айя-Софии как христианского храма, при этом планируя привлечь к этой инициативе как независимые институты в Соединённых Штатах и Европе, занимающиеся проблемами прав человека и свободы вероисповедания, так и Конгресс США. В случае отрицательного ответа со стороны властей Турции, организация обратится в суды этой страны, и если также не добьётся желаемого исхода от них, направится в Европейский суд по правам человека. В своём выступлении относительно предстоящей кампании Спиру также подчеркнул, что все христиане (православные), в особенности греки и русские, воспринимают Собор Святой Софии как свою церковь и свой символ, аналогично тому, чем для католиков является Собор Святого Петра и для евреев Стена Плача. 7 ноября, находясь с визитом в Пиргосе (Элида, Западная Греция), Спиру встречался, в том числе, с мэром города Гаврилисом Лиацисом и митрополитом Элиды и Олени Германом. Кроме прочего Спиру заявил, что первую литургию в соборе Святой Софии, когда он вновь начнёт действовать как православный храм, проведёт митрополит Герман. 15 ноября, находясь в Пиргосе, Спиру провёл мероприятие под названием «Айя-София: Час освобождения как места поклонения всех православных христиан», на котором, кроме прочего, заявил, что «скоро пройдёт Божественная Литургия в Айя-Софии в Константинополе» и «с 29 мая 1453 года ничего не изменилось: Вселенский Патриархат и Айя-София находятся под оккупацией».

### Македонский вопрос
О Македонской проблеме Спиру узнал от бывших греческих министров Николаоса Мартиса и Стелиоса Папатемелиса в период, когда на политическом уровне он вместе с ними вёл борьбу за непризнание южной территории бывшей Югославии под наименованием «Македония».
В 1986 году, ещё до начала процесса распада Югославии, Спиру узнал от Мартиса о том, что Гарвардский университет выпустил энциклопедию под названием «Гарвардская энциклопедия этнических групп Америки» (англ. Harvard Encyclopedia of American Ethnic Groups), в которой профессор и писатель Стефан Тернстром доказывает, что кроме греческих переселенцев из Македонии в США проживает македонское меньшинство. В августе этого же года Спиру обвинил Тернстрома в незнании истории и том, что его подкупили, указав ему на то, что, как греки через несколько веков не станут коренным населением Америки индейцами и не будут претендовать на предводителя чирикауа-апачей Джеронимо как на своего героя, так и славяне не превратились в македонцев, а потому не могут претендовать на Александра Великого как на своего национального героя.
События 1991—1993 годов привели к нынешнему состоянию Македонской проблемы. Называя 7 апреля 1993 года настоящей датой признания Бывшей югославской Республики Македонии (БЮРМ) под наименованием «Македония», Спиру считает, что единственным виновным в этом является бывший премьер-министр Греции Константинос Мицотакис, а также другие высокопоставленные лица страны, а не БЮРМ.
В январе 2018 года, на фоне активизировавшихся переговоров по спору об именовании БЮРМ, Спиру направил письмо в адрес специального представителя ООН Мэтью Нимица, в котором раскритиковал последнего за то, что все предложенные им варианты названия содержали термин «Македония». В марте этого же года Спиру направил в адрес Генерального секретаря ООН Антониу Гутерреша, а также постоянных членов Совета безопасности ООН (США, КНР, России, Великобритании и Франции) и др., многостраничное письмо, в котором, приводя исторические выкладки и сведения, призвал разрешить спор об именовании БЮРМ, при этом исключив из её названия термин «Македония», сославшись, в том числе, на то, что эта страна не сможет мирно существовать, если в её названии останется слово «Македония». Одним из приведённых Спиру аргументов не в пользу БЮРМ явился тот факт, что эта страна, являвшаяся в своё время южной частью Югославии, была названа «Македонией» Иосипом Броз Тито в 1944 году, когда совместно с Иосифом Сталиным он стремился к выходу к Эгейскому морю, что предполагало развал и ликвидацию Греции как государства. В июле направил в адрес президента Греции Прокописа Павлопулоса (а также премьер-министра страны Алексиса Ципраса и др.) письмо, в котором подверг критике подписанное 17 июня министрами иностранных дел Греции и БЮРМ так называемое «Преспанское соглашение», согласно которому БЮРМ получала новое название — «Северная Македония». Спиру сослался на письмо 2009 года, авторами которого являлись 372 всемирно известных учёных со всего мира, обратившихся в нём с призывом к президенту США Бараку Обаме аннулировать подписанный в 2004 году его предшественником Дж. Бушем-младшим «ошибочный» акт о признании БЮРМ под названием «Республика Македония». Выступая в октябре на греческом телевидении, Спиру сообщил, помимо прочего, о том, что попытки создания независимого «македонского» государства безуспешно предпринимаются коммунистами с 1920 года, начиная с Социалистической рабочей партии Греции (предшественница Коммунистической партии Греции), затем Коммунистическим интернационалом (начиная со Второго конгресса) и заканчивая последней попыткой — Преспанским соглашением. Относительно названия БЮРМ, а также референдума по вопросу одобрения договора с Грецией, предусматривающего смену названия страны, прошедшего 30 сентября 2018 года, и его результата, Спиру заявил следующее: «Фейковое название, фейковый референдум, фейковый результат».

### Эмиграция греков из Греции
Спиру является критиком политической системы Греции, продолжающей существовать начиная с периода Метаполитефси, которая, по его мнению, в частности привела к возрастанию неграмотности в стране.
Спиру считает, что для решения проблемы эмиграции греков из страны необходимы реформы в сфере налоговой системы и образования, с тем, чтобы создать условия для осуществления инвестиций в Грецию.

### Иммиграционный кризис
По мнению Спиру, сложившийся в Греции кризис беженцев будет разрешён, так как постепенно иммигранты покинут страну, при этом он критикует действия греческих политиков касательно их халатного отношения к вопросу контроля иммиграционного потока на границе.

### Долговой кризис в Греции
Спиру считает, что проблема Греции заключается не в имеющемся долге, а в функционировании государства, и вопреки расхожему мнению относительно начала этого кризиса в 2010 году, полагает, что он появился в 2001 году.
14 декабря 2017 года, находясь с визитом в Греции, Спиру сопровождал бывшего главу аппарата Белого дома, советника президента США и председателя избирательной кампании Хиллари Клинтон на президентских выборах в США 2016 года Джона Подесту на проходившей в Патрах (Пелопоннес) трёхдневной международной конференции по бизнесу в регионе Западная Греция. Подеста, посетивший Грецию по инициативе Спиру, выступая на тему «ЕС и США в условиях глобализации бизнеса. Проблемы и перспективы для региона Западная Греция», помимо прочего, отметил, что туризм, торговля, возобновляемые источники энергии, чистая энергия, инфраструктура и технологии являются теми областями Греции, в которые может осуществляться инвестирование для выхода страны из сложившегося кризиса, признаки чего наблюдаются в настоящее время. По сообщениям патрских СМИ, визит Подесты в Патры многими рассматривался как создание значительных перспектив для возможных инвестиций США в регион в ближайшем будущем. Среди прочих высокопоставленных чиновников, конференцию также посетил президент Греции Прокопис Павлопулос.

### Американо-греческие отношения
По мнению Спиру, Греция, никогда не имевшая плохих отношений с Соединёнными Штатами, является их самым надёжным союзником в Европе, на Балканах и в регионе в целом, при этом независимо от сменяющих друг друга правительств этой страны. По его утверждению, если Турция когда-либо захочет напасть на Грецию, ей придётся иметь дело с Тель-Авивом и Вашингтоном. Также Спиру называет Грецию единственной настоящей дружественной страной США в Европе, в то время как Германия в этом плане является случайным другом, с 1945 года находящимся в зависимости от Соединённых Штатов.

## Личная жизнь
В 1962 году Спиру ненадолго отправился в Грецию, где в Каламате (Мессения, Пелопоннес) женился на Марии, после чего пара вернулась в США, где позднее у них родились дочери Афродити и Ставрула. Имеет внуков.